# Condé Nast Traveler
Condé Nast Traveler er et amerikansk tidsskrift som udgives af Condé Nast Publications. Tidsskriftet blev startet i 1987 og specialiserer sig på reportager om luksusrejser, bedømmelser af luksushoteller, produkter og tjenester. Tidsskriftet har også en del afsat til forretningsrejsende.
Det har vundet 25 National Magazine Awards.
I 2013 havde de et oplag på 813.262,

## Eksterne links
- Tidsskriftets hjemmeside (engelsk)